# Khin
Khin é um membranofone clássico usado na música newar. Khin são tocados em pares colocando no colo pelos instrumentistas.
Um Khin é feito de um tronco de madeira oca com membrana cobrindo os dois lados. O lado direito é coberto com pele de vaca, enquanto o lado esquerdo é coberto com pele de cabra. Ambos os lados são cobertos com uma pasta preta chamada khau. O orifício direito do tronco é mais estreito que o esquerdo e, portanto, o som produzido pelo lado direito é mais acentuado do que o som do lado esquerdo.
É tocada durante 'Bhajans' e em diferentes festivais, como 'Ghintanghisi' e outros.